# Shiprock
Ne doit pas être confondu avec Ship Rock.
Shiprock est une localité américaine dans le comté de San Juan, au Nouveau-Mexique. Cette census-designated place doit son nom à la proximité de Ship Rock.